# Flugzeughersteller
Ein Flugzeughersteller ist ein Unternehmen oder eine Person, die sich mit der Herstellung, Entwicklung und dem Vertrieb von Flugzeugen beschäftigt.
Die beiden größten Flugzeughersteller Airbus und Boeing beschäftigen jeweils etwa 140.000 Mitarbeiter direkt. Von diesen Herstellern ist zudem ein ganzes Netz an Zulieferern abhängig, die Komponenten für den Flugzeugbau liefern. Die großen Flugzeughersteller vergeben immer mehr Teilbereiche an Zulieferer und verlangen bei Neuentwicklungen auch deren Beteiligung am finanziellen Risiko.
Aufgrund der Komplexität moderner Flugzeuge beschäftigen Flugzeughersteller hochqualifizierte Mitarbeiter. Die Qualifizierung des Personals erstreckt sich neben dem Ingenieur- und Konstruktionsbereich auch auf den mechanischen Bereich und die elektrische Ausrüstung. In immer stärkeren Maße sind auch Software-Experten notwendig, um ein modernes Flugzeug flugfähig auszuliefern.
Früher waren diese in vielen Fällen zugleich auch Hersteller von Flugmotoren, was jedoch nach Beginn des Zeitalters der Strahlflugzeuge in den 1950er Jahren praktisch nicht mehr der Fall ist.

## Geschichte
Schon Otto Lilienthal fertigte und verkaufte das von ihm entwickelte Gleitflugzeug Normalsegelapparat. Erster kommerziell erfolgreicher Flugzeughersteller war Louis Blériot, der etwa 800 Maschinen seines Typs Blériot XI ab dem Jahr 1909 verkaufen konnte.
In der Sowjetunion entstanden Flugzeughersteller aus OKB (Experimental-Konstruktionsbüros), die nach ihrem Chefkonstrukteur benannt sind.
Deutsche Flugzeughersteller, die gleichzeitig eine Fluggesellschaft unterhielten, waren beispielsweise Rumpler (Rumpler Flugzeugwerke GmbH/Rumpler Luftverkehr) und Junkers (Junkers Luftverkehr AG/Junkers Motorenbau und Junkers Flugzeugwerk).